# Pfarrkirche Randegg

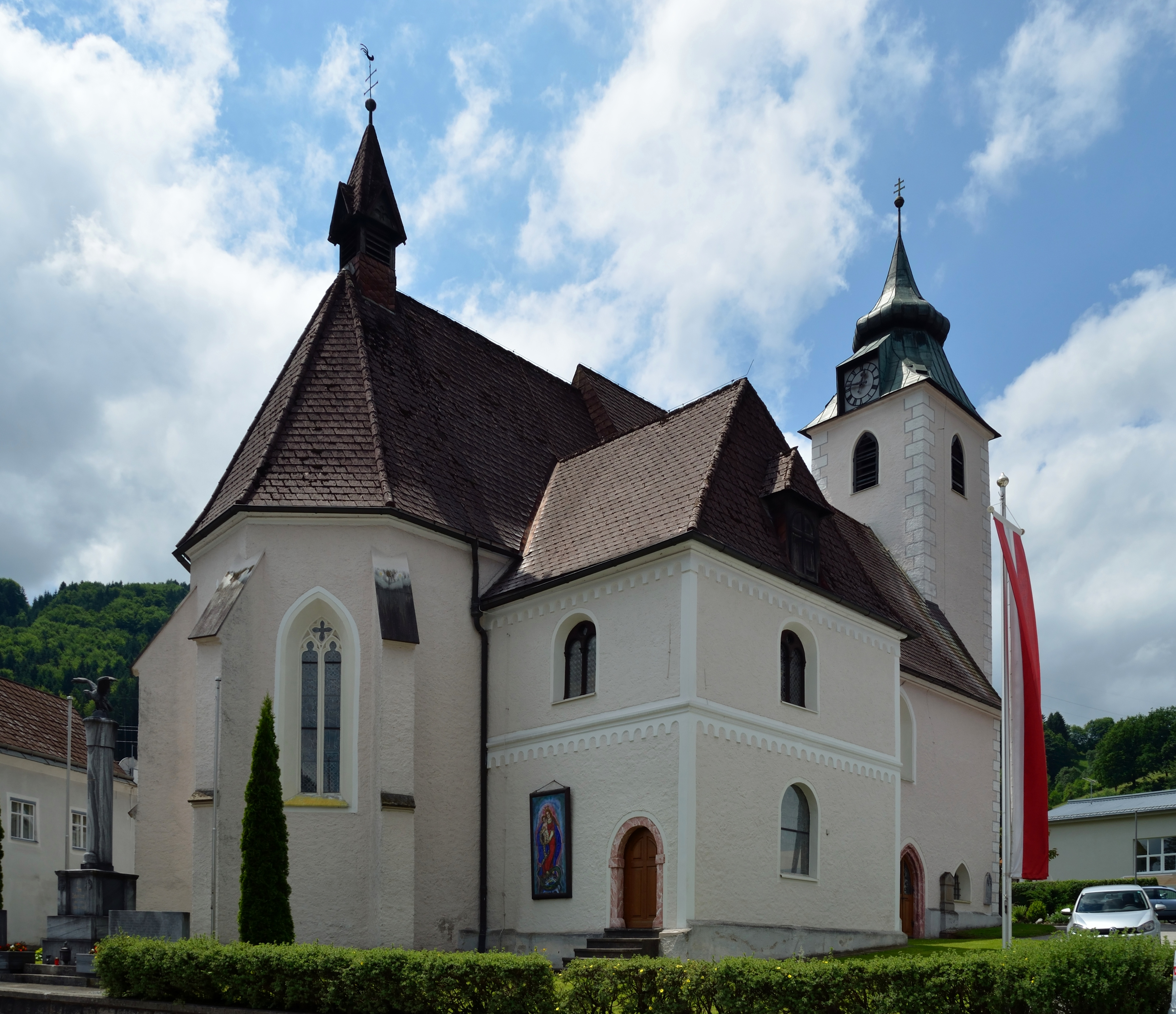
Katholische Pfarrkirche hl. Maria Unbefleckte Empfängnis in Randegg

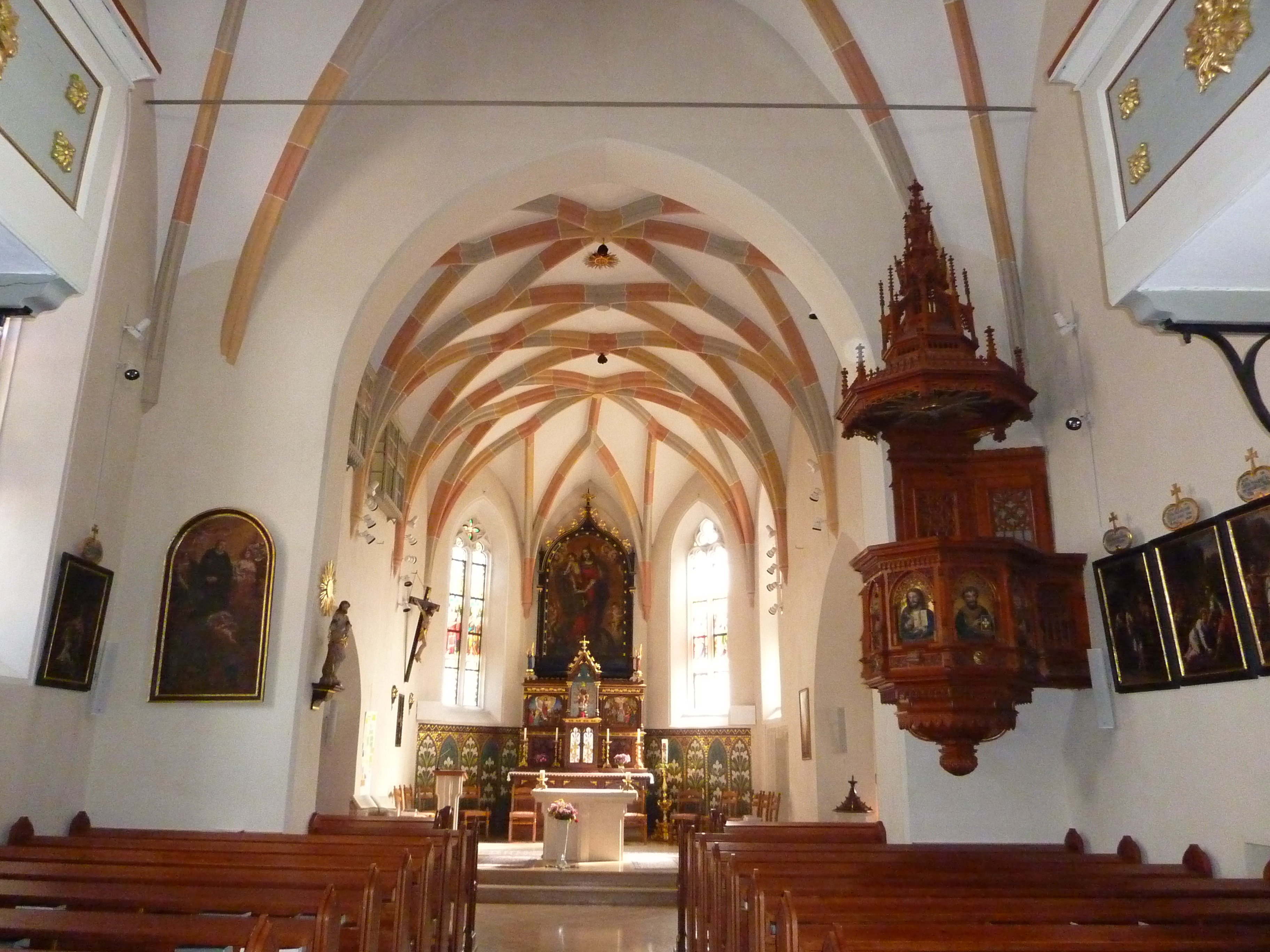
Langhaus, Blick zum Hauptchor

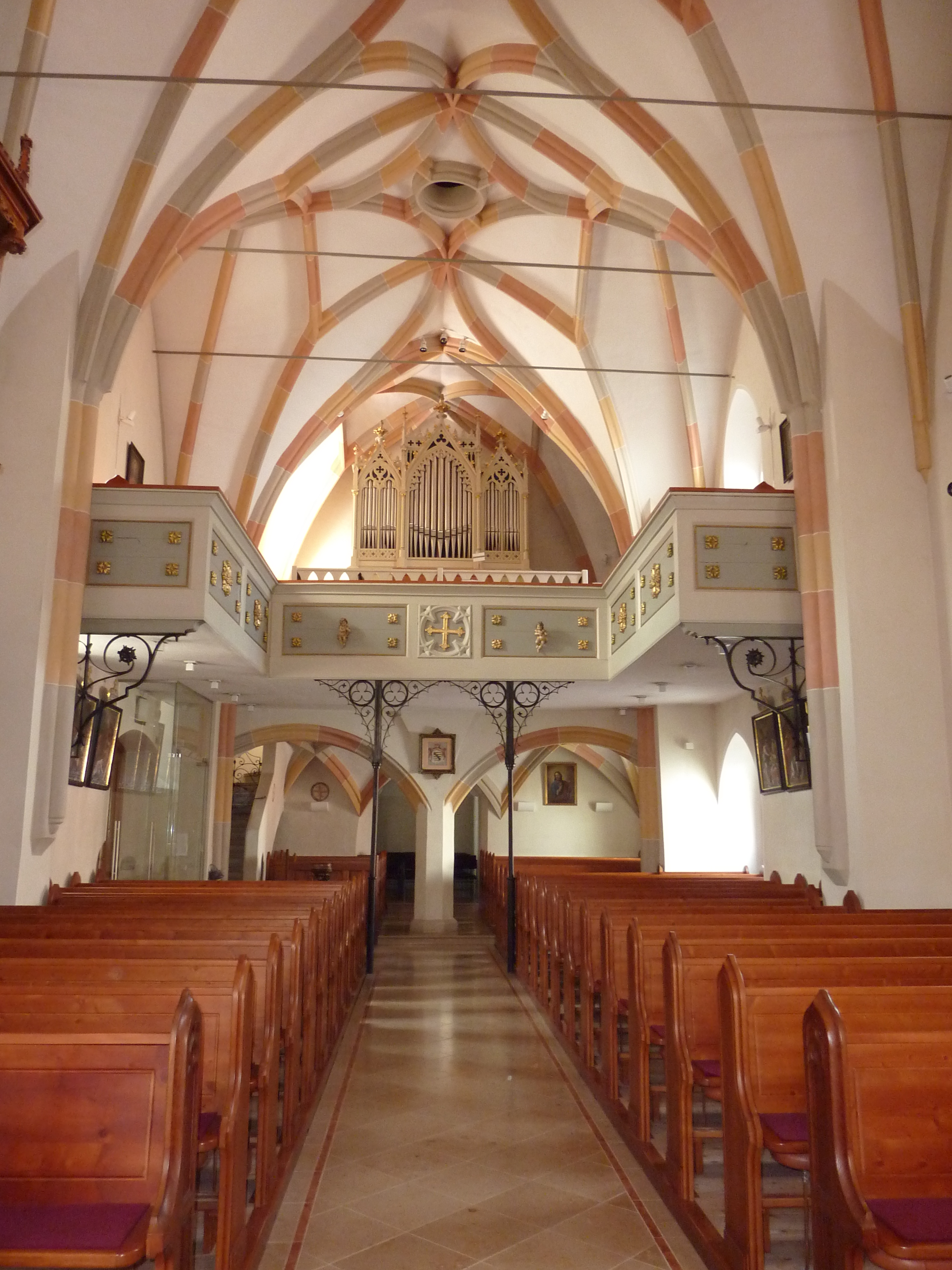
Langhaus, Blick zur Orgelempore

Die Pfarrkirche Randegg steht auf dem Marktplatz der Marktgemeinde Randegg im Bezirk Scheibbs in Niederösterreich. Die dem Patrozinium hl. Maria Unbefleckte Empfängnis unterstellte römisch-katholische Pfarrkirche gehört zum Dekanat Scheibbs in der Diözese St. Pölten. Die Kirche steht unter Denkmalschutz (Listeneintrag).

## Geschichte
Ursprünglich wohl eine Filiale der Pfarrkirche Neuhofen an der Ybbs. Urkundlich wurde 1296 die Gründung einer Pfarre und der Kirchenbau unter Adelheid von Reinsberg, nach ihrem Tod 1315 war die Pfarre bis 1803 Lehenspfarre des Bistums Freising.
Der Hauptchor entstand im ersten Viertel des 15. Jahrhunderts, der Südchor, das Langhaus, der Turm und die Sakristei im dritten Viertel des 15. Jahrhunderts. Der Kapellenanbau im Norden wurde 1767 erbaut. Die Kirche wurde 1990 innen und 1992 außen restauriert.

## Architektur
Das Gotteshaus ist im Wesentlichen spätgotisch mit einem polygonalen Chorschluss und stammt aus der Zeit um 1400. Der Chor ist netzrippengewölbt, das eindrucksvolle Sternrippengewölbe des Langhauses ruht auf eingezogenen Strebepfeilern mit vorgelegten Halbsäulen. Der Orgelchor ist ebenfalls spätgotisch.
Einer an das Langhaus im Süden angebauten Kapelle entspricht im Norden ein barocker Anbau von 1767, der mit dem darüber errichteten Oratorium im beginnenden 20. Jahrhundert neuromanisch umgebaut wurde. Der Westturm ist mit einem barocken Zwiebelhelm abgeschlossen. Ende des 19. Jahrhunderts wurden Einrichtung und Ausstattung durchgreifend regotisiert unter der üblichen Weiterverwendung älterer Bildwerke. Der ehemalige Hochaltar ist neugotisch und birgt zwei nach Jahresfestkreis auswechselbare Reliefs.
Das Kirchenäußere zeigt einen einheitlich verputzten Kirchenbau mit einer gemalten Ortquaderung unter einem steilen im Osten abgewalmten Satteldach, es gibt zweibahnige 1898 erneuerte Maßwerkfenster. Das Langhaus hat an den Längsseiten ein verstäbtes Spitzbogenportal, im Norden mit einem historistisch vergitterten Türblatt, im Süden mit einem Tympanon mit einer spätgotischen Wandmalerei Kreuzigung. Der vorgestellte Westturm hat Luken und spitzbogige Schallfenster mit 1494, er trägt eine gespitzte Zwiebelhaube mit einem Uhrzifferblatt mit 1821. Der etwas niedrigere Chor hat einen durchfensterten Dreiseitschluss mit abgetreppten Strebepfeilern und trägt auf dem abgewalmten Dach einen neugotischen Dachreiter. Im südlichen Chorwinkel steht ein stark vortretender polygonal schließender spätgotischer Nebenchor mit einem einlaufenden östlich abgewalmten Pultdach, im Süden mit einem neugotisch verstäbten Schulterportal, im Westen des Nebenchors steht ein spätgotischer Sakristeianbau mit Steckgitterluken und einem spitzbogigen Dachzugang mit einer Eisenplattentür. Im nördlichen Chorwinkel steht ein stark vortretender zweigeschoßiger Kapellenanbau unter einem Halbwalmdach mit Gaupe, der Kapellenanbau zeigt neoromanische Fassaden mit Rundbogenfriesen, gezimmerten Biforen und hat ein östliches rundbogiges Portal mit einem Steingewände.
Außen zeigt die Kirche eine Emailmalerei Maria Immaculata von Ingeborg Naske 1992.

## Ausstattung
Der Hochaltar aus 1905 ist ein neugotisches Nischenretabel, er trägt vier Reliefpaare von Max Oberhuber und J. Plohberger nach Vorlagen von Josef Führich, welche dem Jahresfestkreis entsprechend ausgewechselbar sind, der Altar zeigt darüber in einem neugotischen Rahmen das Altarblatt Maria Königin aus der zweiten Hälfte des 17. Jahrhunderts.
Die Orgel baute Rieger Orgelbau 1989 in einem neugotischen Gehäuse von Karl Neusser 1881.

## Grabdenkmäler
- Außen ein verwitterter protestantischer Pastorengrabstein 1655 mit einem Relief Kruzifix zwischen einem adorierenden Ehepaar.
- Außen gibt es mehrere Grabsteine mit schmiedeeisernen Grabkreuzen aus dem 19. Jahrhundert.